# Garo (språk)
Garo, eller mande, är ett tibetoburmanskt språk som huvudsakligen talas av garofolket i delstaten Meghalaya i Indien och i Bangladesh. Enligt Indiens folkräkning talades språket av 1 145 323 miljoner personer som modersmål år 2011. Garo anses vara hotat eftersom största delen av talarna använder bengali och engelska; speciellt i Bangladesh studerar barn på bengali fast de lär sig garo hemma..
Språket kan skrivas med bengalialfabetet och latinska alfabetet.

## Fonologi

### Konsonanter
|             |             | Labial | Alveolar | Palatal | Velar  | Glottal |
| ----------- | ----------- | ------ | -------- | ------- | ------ | ------- |
| Nasal       | Nasal       | m      | n        |         | ŋ      |         |
| Klusil      | Norm.       | p \| b | t \| d   |         | k \| g | ʔ       |
| Klusil      | Aspirerad   | pʰ     | tʰ       |         | kʰ     |         |
| Affrikat    | Affrikat    |        |          | ʧ \| ʤ  |        |         |
| Frikativ    | Frikativ    |        | s        |         |        | h       |
| Tremulant   | Tremulant   |        | r        |         |        |         |
| Lateral     | Lateral     |        | l        |         |        |         |
| Approximant | Approximant | w      |          |         |        |         |

Källa:

### Vokaler
|              | Främre | Central | Bakre  |
| ------------ | ------ | ------- | ------ |
| Sluten       | i      |         | ɯ \| u |
| Mellansluten | e      |         | o      |
| Öppen        |        | a       |        |

Källa: